# Бромид диспрозия(II)
Бромид диспрозия(II) — неорганическое соединение, 
соль диспрозия и бромистоводородной кислоты с формулой DyBr2,
чёрные кристаллы,
быстро гидролизуется в воде.

## Получение
- Восстановление бромида диспрозия(III) металлическим диспрозием в вакууме или инертной атмосфере:

{\displaystyle {\mathsf {2DyBr_{3}+Dy\ {\xrightarrow {800-900^{o}C}}\ 3DyBr_{2}}}}
- Реакция диспрозия и дибромида ртути:

{\displaystyle {\mathsf {Dy+HgBr_{2}\ {\xrightarrow {700-800^{o}C}}\ DyBr_{2}+Hg}}}

## Физические свойства
Бромид диспрозия(II) образует чёрные, сильно гигроскопичные кристаллы, которые можно хранить только в тщательно высушенной атмосфере или вакууме.

## Химические свойства
- Реагирует с водой и влагой из воздуха:

{\displaystyle {\mathsf {DyBr_{2}+H_{2}O\ {\xrightarrow {}}\ DyOBr+HBr+H_{2}\uparrow }}}